# Newark Valley (hrabstwo Tioga)
Newark Valley – wieś w Stanach Zjednoczonych, w stanie Nowy Jork, w hrabstwie Tioga.